# Positivismo jurídico
O positivismo jurídico ou juspositivismo (do latim jus: direito; positus (particípio passado do verbo ponere): colocar, por, botar; tivus: que designa uma relação ativa ou passiva) é a tese de que a existência e o conteúdo de uma norma dependem de fatos sociais, e não dos seus méritos. Segundo esta corrente de pensamento, os requisitos para verificar se uma norma pertence ou não a um dado ordenamento jurídico têm natureza formal, vale dizer, independem de critérios de mérito externos ao Direito, decorrentes de outros sistemas normativos, como a moral, a ética ou a política. O Direito é definido com base em elementos empíricos e mutáveis com o tempo - é a tese do fato social, ou das fontes sociais ou convencionalista.
De acordo com o jurista Norberto Bobbio em sua obra "Positivismo Jurídico", a expressão "positivismo jurídico" deriva da locução direito positivo, contraposta àquela de direito natural. A característica do direito positivo seria a de ser posto pelos homens, enquanto o direito natural não seria posto por estes, mas por algo que estaria além desses, como a natureza, Deus ou a razão. O positivismo seria, então, uma doutrina segundo a qual "direito positivo" e "direito natural" não seriam mais considerados como direito no mesmo sentido, mas o direito positivo passaria a ser considerado como Direito em sentido próprio, ocorrendo a redução deste ao direito positivo.

## Antecedentes

### Europa continental

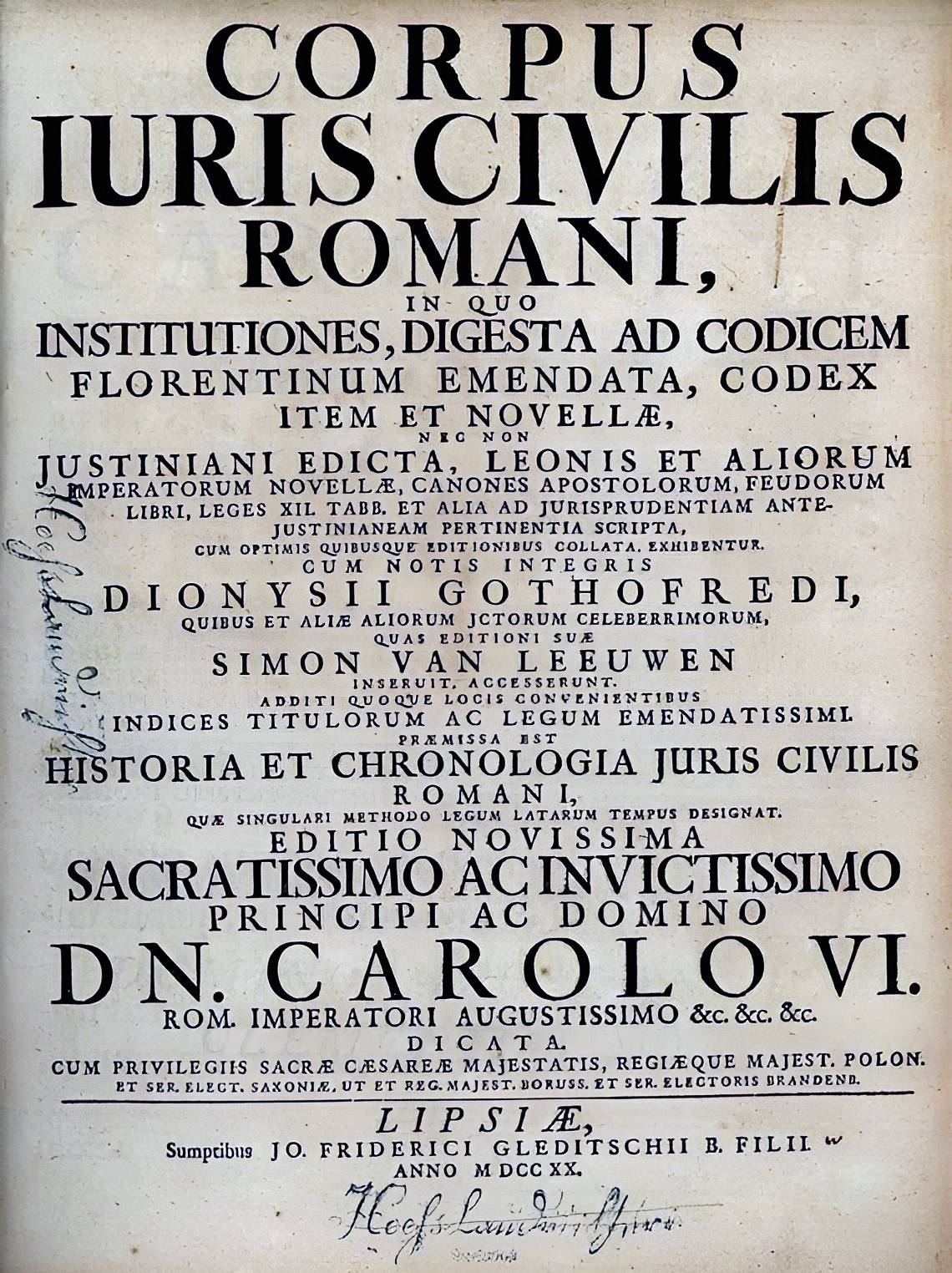
Frontispício do Corpus Juris Civilis

A partir do século XIII, a Europa começa a passar por mudanças que importarão no fim do Feudalismo e na ascensão do Estado-nação, com a concentração do poder político nas mãos do monarca e do poder econômico na burguesia. O feudalismo foi marcado pela descentralização e pela pulverização das comunidades, culturalmente homogêneas e ligadas a um tipo de direito consuetudinário vindo das tribos que invadiram o Império Romano, o Direito germânico. Com o nascimento do Estado-nação, era preciso um direito comum que integrasse os diversos feudos e permitisse a dupla vantagem: para o monarca, a consolidação do seu poder sobre as diferentes comunidades e acima do poder das autoridades locais (aristocracia fundiária e clero); para a burguesia, certeza e segurança jurídicas dentro do território do Estado, facilitando e barateando os negócios. Assim, inicialmente, o grande modelo que se tornou capaz de unificar as comunidades em torno do poder central foi o Direito romano, com o renascimento dos estudos romanísticos provocado pela redescoberta do Corpus Juris Civilis.
Logo, a racionalidade tipicamente particular do direito costumeiro, que não pretende ter validade ou aplicabilidade fora da comunidade que lhe deu origem, é substituída pela universalidade do direito romano, que não derivava sua validade da tradição, mas de um suposto padrão de correção, sendo tratados quase como textos sagrados, isto é, de incontestável autoridade. Numa primeira fase, os juristas se limitaram a realizar anotações (ou glosas) nos textos, sendo por isso chamados de glosadores. Num segundo período, os juristas passaram a realizar comentários aos textos, procurando fundar regras abstratas e sistematizadas a partir da concretude dos textos romanos do Corpus, a chamada Escola dos comentadores. O próximo passo foi dado pela Escola jusracionalista que buscava livrar o direito europeu de sua vinculação com o direito romano fundando-o na razão. Esta escola de pensamento jurídico, que pretendia deduzir um direito puramente racional, isto é, um direito fundado em princípios racionais e que fosse válido independentemente das condições sociais ou culturais nas quais foi formulado ou das sociedades as quais deveria reger tinha caráter eminentemente jusnaturalista, e propunha que esse novo direito natural - agora secular, isto é, não mais de natureza teológica - e deduzido racionalmente deveria ser utilizado para corrigir os vários direitos existentes, tanto aqueles consuetudinários, quanto aqueles positivos. Dentre os seus expoentes estiveram Hugo Grócio, Hobbes, Leibniz e Puffendorf, e esta culminou na obra de Christian Wolff.

#### França
Entretanto, embora esse jusracionalismo libertasse o direito europeu do direito romano, ele carecia de qualquer vínculo que não fosse a razão solipsista. Como o direito natural não era escrito, mas apenas deduzido pela razão humana da natureza das coisas e de supostos conteúdos intrínsecos a essa razão, ele acabava por tornar-se no direito particular de cada autor - e cada um destes sistemas tinha a pretensão de ser o único correto e universal. Na França, o jusracionalismo permitiu a luta contra a monarquia absolutista. Entretanto, o seu ímpeto revolucionário passou a representar um perigo para o novo regime que se buscava estabelecer. Como o jusracionalismo defendia que a razão poderia descobrir o direito natural - que deveria, então, corrigir o direito positivo -, esse "jusracionalismo crítico" tornava-se em um constante elemento de instabilidade política. Foi a partir da ênfase nas contribuições de três filósofos e juristas - Hobbes, Montesquieu e Rousseau - que foi possível o desenvolvimento de um "jusracionalismo conservador" que possibilitou a justificação do poder e a fundação de um novo modo de governo baseado nas concepções do Iluminismo, especialmente na "vontade geral" rousseauniana, a partir do desenvolvimento do que ficou conhecido como Escola da exegese.

#### Alemanha
Nos territórios alemães, a situação era diferente. Politicamente, não havia ocorrido nenhuma revolução que levasse a burguesia ao poder, como na França. Intelectualmente, havia dois movimentos de resistência à influência francesa na cultura alemã: o Sturm und Drang, de características pré-românticas e o Classicismo de Weimar, que, pela influência de Herder, opunha-se ao racionalismo iluminista através de uma concepção historicista do mundo. Assim, a Escola Histórica do Direito surge como resultado de influências diversas, vindas de diferentes tradições que foram importantes para os seus membros. Em primeiro lugar, a ética Kantiana exerceu grande influência na sua crítica ao racionalismo iluminista ingênuo e ilimitado, trazendo consigo a ideia de uma ciência jurídica positiva que se pergunta acerca de seus requisitos formais. Além disso, permitiu centrar o direito privado na autonomia da vontade individual. Por outro lado, embora esta escola se contrapusesse ao jusracionalismo oitocentista, ela é tributária do espírito sistemático daquele jusnaturalismo, especialmente de Wolff e Puffendorf. Com esses dois contributos, tornou-se possível a fundamentação de uma autonomia do Direito nas suas relações com a moral. Para Savigny, o Direito realizava a moral, mas não garantindo a execução de seus comandos, e sim permitindo a cada um o livre desenvolvimento de sua vontade individual. Outras influências importantes foram as filosofias historicistas de Justus Möser - que colocava a questão das condições empírico-históricas da cultura, da constituição dos países e da situação do Direito - e de Herder - que concebia a história humana como um plano de educação do Criador; bem como a filosofia de Friedrich Wilhelm Joseph von Schelling, na qual a história humana aparece como manifestação e realização do absoluto.

## História

### Primeiro positivismo jurídico (século XIX)

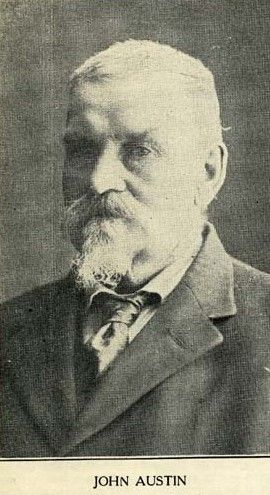
John Austin.

#### Jurisprudência analítica
A jurisprudência analítica é um ramo do positivismo jurídico que tenta fornecer ferramentas analíticas pelas quais a lei e os conceitos jurídicos são descritos de forma mais precisa e rigorosa. Envolve a análise do raciocínio jurídico, da interpretação jurídica e da eficácia das leis e dos sistemas jurídicos. Tradicionalmente, o principal objetivo da jurisprudência analítica tem sido o de fornecer uma explicação sobre o que distingue o direito, enquanto um sistema de normas, de outros sistemas de normas, como as normas éticas. Como John Austin o descreve, o projeto da jurisprudência analítica seria determinar “a essência ou natureza comum a todas as leis, propriamente consideradas como tal” ou em outras palavras, determinar "a essência ou natureza de uma lei que seja imperativa e adequada". Conseqüentemente, a jurisprudência analítica se preocupa em fornecer as condições necessárias e suficientes para a existência de um direito que distinga o jurídico do não jurídico.
H. L. A. Hart, o filósofo, professor e autor inglês que foi o principal filósofo jurídico e um dos principais filósofos políticos do século XX, foi provavelmente o escritor mais influente na escola moderna de jurisprudência analítica, embora sua História remonte pelo menos a Jeremy Bentham.

#### Escola da exegese

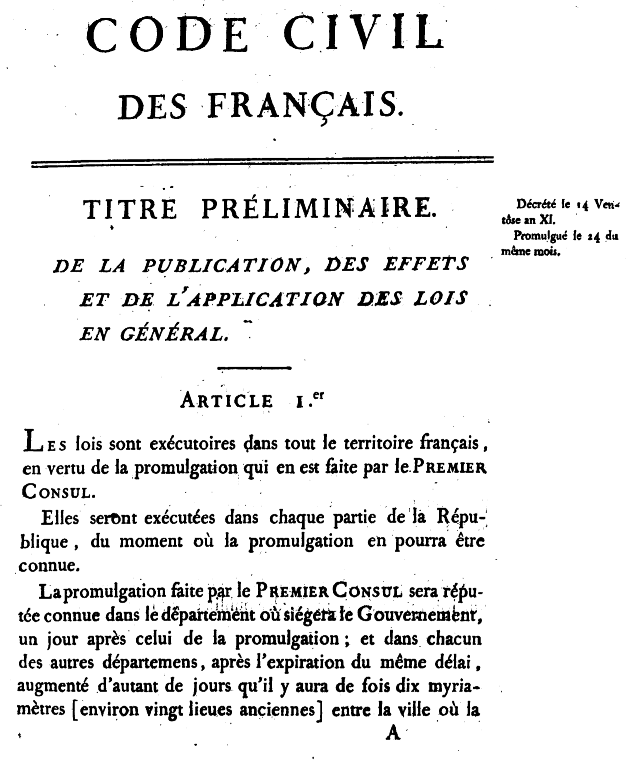
Primeira página da edição original do Código Napoleônico

A escola da exegese é uma das primeiras correntes de pensamento do positivismo jurídico, tendo desenvolvido-se, inicialmente, na França após a promulgação do Código Civil francês, em 1804. A organização absolutista do Estado visava estabelecer a hegemonia do poder real através da hegemonia do direito do rei. Entretanto, essa hegemonia não impedia a existência e a validade do direito canônico, de um lado, e do direito costumeiro, de outro. Antes, ela representava um acordo entre clero, nobreza e rei estabelecendo a hegemonia deste último, mas um espaço de poder e privilégios daqueles outros. Tal situação começou a mudar já com o despotismo esclarecido, que representou uma redução das fontes do direito, fortalecendo o direito real e limitando os direitos canônico, romano e consuetudinário. Exemplos dessa tendência são a "Lei da Boa Razão" portuguesa, de 1769, e o "Allgemeines Landrecht" prussiano, já tardio, de 1797. Com a subida de Napoleão ao poder, é inaugurada a forma moderna de elaborar normas jurídicas. Assim, com a promulgação do Código, introduziu-se uma espécie de monismo jurídico, no qual é estabelecida não a hegemonia, mas o monopólio do direito estatal legislado (ou, simplesmente, da lei), isto é, passa a ser a lei a única fonte de direito admitida. Desse modo, o código busca eliminar a influência do jusracionalismo oitocentista na aplicação do Direito, já que as cortes eram vistas como resquícios do regime absolutista.
Como todos os positivismos, a escola pretende descrever o Direito posto e não prescrever o conteúdo que este Direito deve ter. Assim, estrutura-se como um discurso descritivo sobre fatos sociais. Esses fatos sociais são as leis postas pelo legislador, sendo a linguagem tomada como um meio, uma ferramenta que transmite a vontade do legislador. Cabe ao intérprete, assim, esclarecer o texto para descobrir a vontade do legislador que nele está expressa. Sua função não é criativa, mas meramente uma técnica mecânica: o juiz deve ser a boca da lei. Desse modo, a teoria da interpretação construída pela escola era muito simples, consistindo em três momentos: a identificação do texto aplicável; a verificação da existência de obscuridades que exigissem interpretação; e a aplicação do texto aos fatos, definindo as consequências jurídicas dos fatos analisados (subsunção). Baseava-se, portanto, em uma separação entre interpretação e aplicação, sendo a primeira considerada necessária somente se o texto contivesse obscuridades. Então, caberia uma análise gramatical de seus termos (semântica e sintática) e uma análise lógica (primado da intenção do legislador sobre a literalidade do texto). Logo, por sua valorização da clareza do texto, a escola era antimetodológica por natureza, já que qualquer método de interpretação gerava desconfianças.
É conhecida, também, como positivismo legalista porque reduz todo o Direito à lei.

#### Jurisprudência dos conceitos

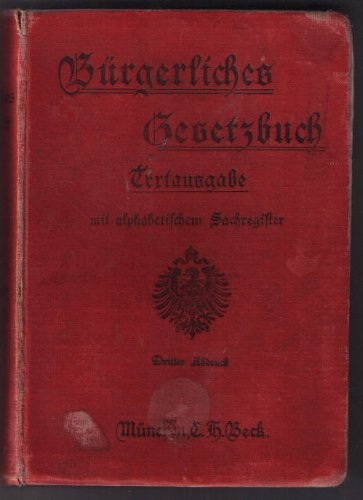
Frontispício do BGB

É formada a partir das contribuições da escola histórica, especialmente duas: a racionalidade sistemática, isto é, o espírito de sistema que aquela herdou do jusracionalismo e do kantismo; e o seu historicismo idealista que vê o Direito como produto de uma História que não é apenas uma sucessão de fatos, mas, sim, a confirmação do agir da consciência histórica de um povo. Desse modo, a escola nasce do estudo sistemático do direito romano que servia de texto legal aos estados germânicos. Ela era positivista, porque pretendia estudar o Direito como um fato social posto pela história. Entretanto, não considerava que o fato social era o texto do Corpus Juris Civilis, mas sim os conceitos extraídos pelos juristas da sistematização desse texto. O Direito, desse modo, não era identificado com o texto legal, mas com o sistema conceitual construído pelos juristas que analisavam o texto. Portanto, ela é a primeira escola que infundiu um espírito propriamente científico no Direito, isto é, que buscou ultrapassar a mera descrição do texto legal para estabelecer os conceitos que explicassem esse texto legal. Como a escola identificava o Direito com os conceitos extraídos do texto, preconizava que o intérprete deveria buscar o sentido, a vontade ou a intenção da lei, e não do legislador concreto. Por isso, fundou uma teoria da interpretação metodológica que buscava estabelecer o sentido correto do Direito. Devido ao seu cientificismo antimetafísico, tinha uma desconfiança com a velha filosofia do direito, estabelecendo uma nova ciência do direito, chamada de Teoria geral do direito. O grande efeito de sua sistematização do direito privado foi a promulgação do Bürgerliches Gesetzbuch, o Código Civil alemão, em 1899.

### Reação ao primeiro positivismo (primeira metade do século XX)
Com as mudanças sofridas pelas sociedades europeias durante o século XIX - no qual a Revolução Industrial avançou e as sociedades tornaram-se cada vez mais urbanas -, o Direito positivo passou a ter dificuldades em regular as novas relações e em corresponder a novos padrões de justiça, já que o pensamento positivista dominante era um estudo do passado (dos textos romanos ou do Código Napoleônico, datado do início do século): chegou-se a falar em "guerra dos fatos contra o Direito", ou "guerra dos fatos contra os códigos". Desse modo, novas correntes positivistas surgiram, mas que, diferentemente das primeiras, colocavam critérios de justiça no centro do pensamento, liberando o agir dos juízes, antes tido como mecânico. Assim, o cientificismo foi mantido, mas conceitos novos como "vontade", "interesse", "paz social", "harmonia social", "interesse público", "felicidade geral", "valores socialmente aceitos" e "finalidade social" foram teorizados para buscar transformações que pudessem garantir a justiça do sistema jurídico. Assim, da busca do sentido original do texto legal (seja aquele da vontade do legislador, ou do sentido da regra no sistema jurídico), passou-se a buscar a finalidade do texto, isto é, passou-se a uma hermenêutica teleológica.

#### Escola da livre investigação científica do Direito
Essa escola surgiu na França, principiada por François Gény, no final do século XIX. Para esse pensador, o único objetivo da lei, é aquele que motivou sua criação, e com as mudanças no meio social, é função do intérprete adaptar a lei aos novos fatos sociais. Para essa escola, o Direito dividia-se em duas categorias: o dado e o construído. Com o primeiro tratando do meio analisado pelo legislador, a sua observação de elementos econômicos, morais, científicos, culturais, políticos, históricos, etc; e o segundo sendo os fins desses fatores.
A máxima “Além do Código Civil, mas através do Código Civil”, de François Gény, é uma boa síntese do pensamento desta Escola.

#### Escola do Direito livre
Podemos dividir esta Escola em três fases: a primeira ocorreu entre 1840 e 1900, e teve destaque devido às críticas apoiadas por diversos juristas à tese da plenitude hermética da ordem jurídica e à defesa da diminuição da dependência da atividade do juiz em relação a lei. A segunda, há destaque para Eugen Ehrlich, jurista austríaco que intercede pela liberdade do juiz em caso de carência de norma escrita ou costumeira, em sua obra “Livre Determinação do Direito e Ciência Jurídica Livre”.
A terceira é considerada a fase clímax da Corrente do Direito Livre, iniciada por Hermann Kantorowicz, que apresentou-se com um pseudônimo de Gnaeus Flavius. O mesmo publicou a obra “A Luta pela Ciência do Direito” na qual faz uma comparação do Direito Livre com um “direito natural rejuvenescido”, como cita Paulo Nader. Para Kantorowicz, para o magistrado, deve importar a realização do que é justo, sendo essa justiça baseada ou não na lei.

#### Jurisprudência dos interesses
O grande artífice da jurisprudência dos interesses foi Philipp Heck. Sua proposta nasce de uma secessão com o movimento do Direito livre que se dá, justamente, em razão de uma discordância com relação ao problema da possibilidade de decisões contra legem. A jurisprudência dos interesses, então, pode ser entendida como uma “ala moderada do movimento do Direito livre”. 
Heck apontava para a dimensão concreta dos interesses em conflito de modo a demonstrar como a obra mais preciosa da pandectística — o Código Civil alemão de 1900 — não conseguia regular plenamente o tecido social. Era preciso suprir as insuficiências do pensamento lógico dedutivo puro com elementos intuitivos que o jurista perceberia na realidade social concreta. Portanto, apenas um estudo sociológico da gênese dos interesses que levaram o legislador a criar a lei é que poderia preencher os espaços lacunosos dessa mesma lei. O método para compor os interesses em conflito era dado por uma ponderação (Abwägung), que deveria apontar para o interesse que deveria prevalecer 
Caracteriza-se esta escola, portanto, pela idéia de obediência à lei e subsunção como conflito de interesses em concreto e em abstrato, devendo prevalecer os interesses necessários à manutenção da vida em sociedade, materializados nessa mesma lei. É, pois, uma escola de cunho nitidamente teleológico.

#### Realismo jurídico
Realismo jurídico (legal realism) é um conjunto de correntes doutrinárias da filosofia do direito que entendem o sistema jurídico como fato, distanciando-se da metafísica e de visões mais idealistas sobre o direito. Geralmente, seus teóricos costumam entender a decisão judicial (que seria um ato de vontade política) como a verdadeira forma de determinação do direito. Suas principais versões se desenvolveram nos Estados Unidos e nos países escandinavos com formulações teóricas diferentes, mas também ganharam espaço em outros países.
Ao se dizer que o realismo lida com os fatos, que o objeto para os realistas é o fato, não se refere ao fato cotidiano, nem o fato social. O fato que vai ser a referência para o realismo é a decisão judicial, pois, para esse conjunto de correntes doutrinárias, o direito é aquilo que os tribunais fazem e não o que se espera que ele faça ou o que as fontes do direito indiquem que ele faça.

### A teoria pura do Direito
Em meio à grande influência das teorias sociologistas que buscavam dar novos critérios de justiça na aplicação do Direito, Kelsen propôs uma nova teoria positivista fundada em uma forte separação entre o Direito e a Ciência do Direito. Enquanto a segunda é "pura", isto é, é um conhecimento científico, descritivo de fatos sociais (o Direito positivo); o primeiro é inexoravelmente invadido por valores morais e pela política. Assim, de um lado, o cientista do Direito é plenamente capaz de determinar o sentido das normas jurídicas através da interpretação em abstrato; mas, de outro lado, na aplicação a ser feita pelos juízes (tendo em vista o caso concreto), impera a vontade do aplicador. Assim, Kelsen entendia que a aplicação do Direito pelos juízes era um ato de vontade, de política jurídica, que podia, inclusive, escolher sentidos fora das hipóteses presentes na moldura normativa (interpretação científica). Deste modo, o centro da teoria pura é uma cisão entre descrição e prescrição, entre ser e dever ser.

### Principais correntes atuais
O positivismo jurídico é uma corrente da filosofia do direito ainda amplamente debatida atualmente. Os teóricos do positivismo jurídico divergem sobre os fatos sociais que definem o direito (a vontade do legislador, a vontade do aplicador do direito, a eficácia social das normas, o reconhecimento pelas autoridades e pelos cidadãos e a existência de uma norma suprema e pressuposta que indica qual conjunto de normas possui validade jurídica). Divergem também sobre as características do sistema jurídico, por exemplo, sobre se a finalidade do direito é a de garantir segurança jurídica e paz social e sobre a importância da sanção e da coerção na definição do direito.

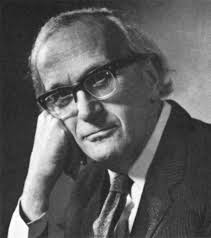
H.L.A. Hart.

Duas importantes correntes teóricas podem ser identificadas:
- Positivismo jurídico exclusivo ou radical[32] - defendido por teóricos como Joseph Raz, sustenta que a moral nunca interfere na definição do direito, seja para constatar a validade de uma norma, seja para interpretá-la. As normas seriam, dessa forma, fruto de fatos sociais, de decisões humanas formuladas por pessoas dotadas autoridade suficiente para tanto. A autoridade é vista como a única fonte do direito. Para Raz, exerce-se “autoridade” quando são reunidas duas condições: os destinatários do comando obedecem porque confiam na autoridade ou se sentem por ela intimidados – e não porque agiriam da mesma forma se a autoridade não tivesse emitido o comando; as ordens da autoridade são obedecidas independentemente do juízo de valor que o destinatário faz sobre essas. Isso significa que as razões que oferece a autoridade conseguem “vencer” as razões do próprio interessado, que acaba seguindo a autoridade mesmo que contra a sua convicção. Em virtude disso, Raz considera que a atuação de autoridade facilita a vida social, já que faz as pessoas obedecerem prontamente, sem sopesar os argumentos a favor e contra uma determinada conduta. Para Raz, portanto, fonte de validade do direito é a autoridade nesse sentido. A moral não deve ser utilizada como critério de identificação do direito positivo porque não apresenta relevância para a constatação da validade jurídica ou para a interpretação das normas vigentes. A validade decorre da existência de fatos sociais capazes de atribuir validade (“autoridade”) e a interpretação – à qual os exclusivistas pouco se referem – é de competência dos órgãos estatais, sem que seja possível impor limitações externas, decorrentes de considerações morais.[33][34]

- Positivismo jurídico inclusivo ou moderado - defendido por teóricos como David Lyons, Jules Coleman[35][36][35][35] e Wilfrid Waluchow.[37] Defende que os valores morais não são sempre decisivos para definir e aplicar o direito, mas que as sociedades podem adotar convenções que prevejam que a moral deve ser levada em conta para se determinar a validade e interpretar o direito. Nega, assim, a existência de um poder verdadeiramente discricionário. O próprio Hart, em texto postumamente publicado, considerou que sua visão sobre o direito corresponde “àquilo que foi designado como ‘positivismo flexível’”. Esses autores distinguem entre o direito visto como fato “duro” (hard fact) e o direito analisado como convenção social (social convention), segundo uma distinção feita por Coleman. Os valores morais não são sempre decisivos para definir e aplicar o direito. Mas, em certas sociedades, pode haver uma convenção social impondo levar em consideração a moral para determinar a validade e para interpretar normas jurídicas. Acreditam na (possível) existência de sistemas jurídicos que adotam “critérios de juridicidade de cunho moral": “O caráter jurídico de normas pode depender algumas vezes de seus méritos (morais) substanciais e não somente de sua origem ou fonte social”.[33]

## Pensamento

### Separação entre Direito e Moral
O positivismo jurídico defende a "tese da separação", que postula que não existe nenhuma conexão conceitualmente necessária entre o direito e a moral. Assim, restam apenas dois elementos de definição: o da legalidade e o da eficácia social. Suas variantes resultam das diferentes interpretações desses dois elementos de definição.
Tal tese é bastante útil para descrever a relação entre moral e direito diante do positivismo, visto que é encontrada tanto em teóricos vinculados à tradição do Direito natural, tais como Lon Fuller, que vê o positivismo como “uma direção de pensamento jurídico que insiste em traçar uma afiada distinção entre o direito como ele é e o direito como ele deve ser", quanto em autores positivistas como Hart — com quem Fuller travou um célebre debate sobre o próprio positivismo. Para Hart, o positivismo designa a “afirmação simples de que não é necessariamente verdade que as leis reproduzam certas exigências da moral ou a satisfaçam”.

### Fundamento de validade das normas e do sistema jurídico
Para os positivistas, o ordenamento jurídico é concebido como um sistema escalonado de normas, no qual as normas inferiores têm como fundamento de validade as superiores, numa cadeia que encontra o seu ápice na Constituição. Já a validade das normas que se encontram no topo desta pirâmide hierárquica pode depender de algum fato social ou pressuposição lógica. 
Hans Kelsen foi o primeiro a sustentar a necessidade lógica de pressupor a existência de uma norma fundamental, que seria "a fonte comum da validade de todas as normas pertencentes a uma mesma ordem normativa". Assim, a norma fundamental ordenaria que todos se conduzam de acordo com as normas positivas supremas do ordenamento e atribuiria validade a todas as normas decorrentes da manifestação da vontade do criador dessas normas supremas. Esta noção influenciou autores posteriores, como Hart e sua regra de reconhecimento suprema. Entretanto, Kelsen abandonou a doutrina da Norma Hipotética Fundamental após chegar à conclusão de que a lógica formal não se aplica às normas. Kelsen passa a afirmar, portanto, que uma norma só pode decorrer de um ato de vontade e que a Doutrina da Norma Fundamental seria, portanto, uma ficção jurídica 
Para Hart, por exemplo, o fundamento de validade de um ordenamento jurídico se encontra em uma norma última de reconhecimento, que especificaria os critérios segundo os quais a validade das leis é determinada. Ao contrário das normas subordinadas de um sistema, que podem ser válidas e existir mesmo que sejam desrespeitadas, a norma última de reconhecimento, "só existe como uma prática complexa, embora normalmente harmoniosa e convergente, que envolve a identificação do direito pelos tribunais, autoridades e indivíduos privados por meio da referência a determinados critérios. Sua existência é uma questão de fato".
Uma posição intermediária entre a pressuposição de uma norma imaginária e a observação da realidade social é adotada por Joseph Raz, para quem o fundamento de validade de um ordenamento jurídico se encontra na ultimate legal rule, uma norma cuja existência efetiva pode ser provada pela observação da realidade social em determinado local e momento.

### Principais autores e obras
O positivismo jurídico, atualmente, tem representantes em alguns dos principais centros de pesquisa do mundo. Alguns nomes de destaque são: John Gardner (Oxford), Leslie Green (Oxford), Brian Leiter (Chicago), Andrei Marmor (Southern California), Scott Shapiro (Yale), Wilfrid Waluchow (McMaster). A seguinte lista é baseada nas obras de Alexandre Araújo Costa e Lenio Streck.

#### Jurisprudência analítica
- Jeremy Bentham: An Introduction to the Principles of Morals and Legislation
- John Austin: The Province of Jurisprudence Determined; Lectures on Jurisprudence or the Philosophy of Positive Law

#### Escola da exegese
- 1825 - Alexandre Duranton: Cours de droit français: suivant le Code civil
- 1841 - Hyacinthe Blondeau: L’autorité de la loi: de quelle source doivent découler aujourd’hui toutes les décisions juridiques
- 1845 - Charles Demolombe: Cours de Code civil
- 1897 - Charles Aubry e Charles-Frédéric Rau: Cours de droit civil français: d'après la méthode de Zachariae

#### Jurisprudência dos conceitos
- Friedrich Carl von Savigny: System des heutigen römischen Rechts
- Rudolf von Ihering: Der Geist des römischen Rechts auf den verschiedenen Stufen seiner Entwicklung
- Georg Friedrich Puchta: Lehrbuch der Pandekien
- Bernhard Windscheid: Lehrbuch des Pandektenrechts

#### Escola da livre investigação científica do Direito
- François Gény: Méthode d'interprétation et sources en droit privé positif: essai critique

#### Escola do Direito Livre
- Hermann Kantorowicz: Der Kampf um die Rechtswissenschaft

#### Jurisprudência dos interesses
- Rudolf von Ihering: Der kampf ums recht; Der Zweck im Recht
- Philipp Heck: Das Problem der Rechtsgewinnung

#### Realismo jurídico
- Alf Ross: Theorie der Rechtsquellen; Towards a Realistic Jurisprudence: A Criticism of the Dualism in Law
- Karl Llewellyn: The Constitution as an Institution
- Jerome Frank: Law and the Modern Mind

#### Positivismo normativista
- Hans Kelsen: Teoria pura do direito

#### Positivismo inclusivo
- H. L. A. Hart: The Concept of Law

#### Positivismo exclusivo
- Joseph Raz: The Concept of a Legal System; The Authority of Law

## Críticas
As críticas mais frequentes dirigidas ao positivismo jurídico podem ser dividas da seguinte maneira:
- Aplicação mecânica da lei – com frequência, afirma-se que o positivismo, ao distinguir entre a criação e a aplicação da lei, prescreve que os juízes se limitem a subsumir fatos a normas, não podendo decidir conforme suas próprias considerações morais. Esta afirmação não faz sentido uma vez que se analisem as principais teorias positivistas como a de Kelsen, que sustenta que o direito seria uma moldura para a interpretação;[48] como a de Hart, que trata do tema da textura aberta do direito; como a de McCormick, que descreve a existência de uma penumbra de dúvida nas normas; e como a de Raz, que admite a criação discricionária de uma regra jurídica pelo juiz. Para os positivistas, de maneira geral, o recurso do aplicador do direito à moral para decidir pode ser obrigatório, facultativo ou proibido conforme ele seja autorizado pelo ordenamento jurídico.[49]

- Legitimação incondicional do direito – frequentemente, se sustenta que, para o positivismo jurídico, a validade seria a consagração da justiça e que o dever de obediência às normas decorreria diretamente da sua validade, independente do seu conteúdo. Assim, o positivismo jurídico é visto como uma teoria uniforme especialmente centrada em obtenção de fórmulas e exigências em relação ao conteúdo do direito. Não obstante, os positivistas vinculam a validade do direito ao requisito fático de eficácia social mínima, que está vinculado ao requisito de legitimidade do sistema jurídico. Assim, o positivismo não atribui validade a qualquer norma criada por qualquer autoridade.[48]